# Jehan Buhan
Jehan Buhan, född 5 april 1912 i Bordeaux, död 14 september 1999 i Bordeaux, var en fransk fäktare.
Buhan blev olympisk guldmedaljör i florett vid sommarspelen 1948 i London och vid sommarspelen 1952 i Helsingfors.